# Grlo
Grlo (latinsko Larynx) je organ, ki spada k dihalom. Leži pred požiralnikom v višini četrtega in petega vratnega vretenca in je zgrajeno iz štirih hrustancev. Na ščitastem hrustancu je na zgornjem robu zareza in pri moškem izraziteje štrli naprej (Adamovo jabolko) kot pri ženski. Opnasta vez povezuje ščitasti hrustanec s podjezičnico. Pod ščitastim je prstanasti hrustanec, na katerem sta zadaj dva piramidasta hrustanca. Poklopec je podoben listu in je pripet na ščitasti hrustanec. Med hrustanci so razpete mišice grla, ki premikajo hrustance ter napenjajo in popuščajo glasilki ter ožijo oziroma širijo špranjo med njima. Notranjost grla prekriva sluznica, ki je rahla in občutljiva. Na vsaki strani sta dve sluznični gubi, med njima pa je grlno žepno. Spodnja sluznična guba je glasilka, ki je razpeta med ščitastim in piramidastim hrustancem. Špranja med njima je glasilni razporek (rima glottidis). Med dihanjem sta glasilki razmaknjeni, med govorom pa se zbližata.